# Clusia melchiorii
Clusia melchiorii är en tvåhjärtbladig växtart som beskrevs av Henry Allan Gleason. Clusia melchiorii ingår i släktet Clusia och familjen Clusiaceae. Inga underarter finns listade i Catalogue of Life.